# Erik King
Erik King (ur. 21 kwietnia 1969 w Waszyngtonie) – amerykański aktor filmowy i telewizyjny. Występował w roli sierżanta Doakesa w serialu Dexter kanału Showtime oraz Mosesa Deyella z serialu HBO Oz.

## Filmografia
- Prettykill (1987) jako Sullivan
- Cwaniak (Street Smart, 1987) jako Reggie
- Ofiary wojny (Casualties of War, 1989) jako Brown
- Podryw (Baby Cakes, 1989)
- Sunset Beat (1990) jako Tucson Smith
- Prawo i porządek (Law & Order, 1990) jako Dorian 'Silky' Ford (gościnnie)
- Sprzedawca cadillaków (Cadillac Man, 1990) jako Davey
- Zostańcie z nami (Stay Tuned, 1992) jako Pierce
- Joey Breaker (1993) jako Hip Hop Hank
- Diagnoza morderstwo (Diagnosis Murder, 1993-2001) jako (1995) (gościnnie)
- Missing Persons (1993-1995) jako Bobby Davison
- M.A.N.T.I.S. (1994) jako Justin Battle (gościnnie)
- Dotyk anioła (Touched by an Angel, 1994-2003) jako Kevin Carter (gościnnie)
- JAG – Wojskowe Biuro Śledcze (JAG, 1995-2005) jako kapitan Henry Banes (gościnnie)
- Więzy krwi (Kindred: The Embraced, 1996) jako Sonny Toussaint
- Spalić Hollywood (An Alan Smithee Film: Burn Hollywood Burn, 1997) jako Wayne Jackson
- Oz (1997-2003) jako Moses Deyell
- Czarodziejki (Charmed, 1998-2006) jako Dex (gościnnie)
- Dzień jak dzień (Any Day Now, 1998-2002) jako Reggie Rhodes (gościnnie)
- W akcie desperacji (Desperate Measures, 1998) jako Nate Oliver
- Prawdziwa zbrodnia (True Crime, 1999) jako mężczyzna kot / Święty Mikołaj
- W rytmie rock and rolla (Shake, Rattle and Roll: An American Love Story, 1999)
- Pociąg śmierci do Denver (Atomic Train, 1999) jako Beau Randall
- Na pierwszy rzut oka (Things You Can Tell Just by Looking At Her, 2000) jako policjant
- Bez pardonu (The District, 2000-2004) jako Travis Haywood (gościnnie)
- Miejsce na ziemi (Here on Earth, 2000) jako Charlie
- Zwariowany świat Malcolma (Malcolm in the Middle, 2000-2006) jako agent Stone (gościnnie)
- The Twilight Zone (2002-2003) jako Lenny (gościnnie)
- (CSI: Miami, 2002) jako detektyw Fenwick (gościnnie)
- Skarb narodów (National Treasure, 2004) jako agent Colfax
- Księżniczka na lodzie (Ice Princess, 2005) jako Chip Healey
- Dexter (2006) jako sierżant Doakes